# Шугар-Буш (тауншип, округ Бекер, Миннесота)
Шугар-Буш (англ. Sugar Bush) — тауншип в округе Бекер, Миннесота, США. На 2000 год его население составило 537 человек.

## География
По данным Бюро переписи населения США площадь тауншипа составляет 188,1 км², из которых 169,1 км² занимает суша, а 19,0 км² — вода (10,11 %).

## Демография
По данным переписи населения 2000 года здесь находились 537 человек, 176 домохозяйств и 140 семей.  Плотность населения —  3,2 чел./км².  На территории тауншипа расположено 319 построек со средней плотностью 1,9 построек на один квадратный километр. Расовый состав населения: 65,92 % белых, 26,82 % коренных американцев и 7,26 % приходится на две или более других рас. Испанцы или латиноамериканцы любой расы составляли 1,68 % от популяции тауншипа.
Из 176 домохозяйств в 39,2 % воспитывались дети до 18 лет, в 65,3 % проживали супружеские пары, в 8,0 % проживали незамужние женщины и в 19,9 % домохозяйств проживали несемейные люди. 18,8 % домохозяйств состояли из одного человека, при том 9,1 % из — одиноких пожилых людей старше 65 лет. Средний размер домохозяйства — 3,05, а семьи — 3,43 человека.
34,8 % населения — младше 18 лет, 5,8 % — в возрасте от 18 до 24 лет, 25,1 % — от 25 до 44, 20,7 % — от 45 до 64, и 13,6 % — старше 65 лет. Средний возраст — 36 лет. На каждые 100 женщин приходилось 106,5 мужчин.  На каждые 100 женщин старше 18 приходилось 110,8 мужчин.
Средний годовой доход домохозяйства составлял 25 500 долларов, а средний годовой доход семьи —  31 023 доллара. Средний доход мужчин —  23 929  долларов, в то время как у женщин — 18 333. Доход на душу населения составил 11 486 долларов. За чертой бедности находились 22,1 % семей и 21,8 % всего населения тауншипа, из которых 28,0 % младше 18 и 26,2 % старше 65 лет.